# Камертон
Камерто́н (нем. Kammerton — комнатный звук) — инструмент для фиксации и воспроизведения эталонной высоты звука, которая также называется словом «камертон». В исполнительской практике применяется для настройки музыкальных инструментов, хористов и др. А также используется для обработки камня и других материалов, за счёт вибраций определённой частоты звука. Существуют механические, акустические и электронные камертоны.

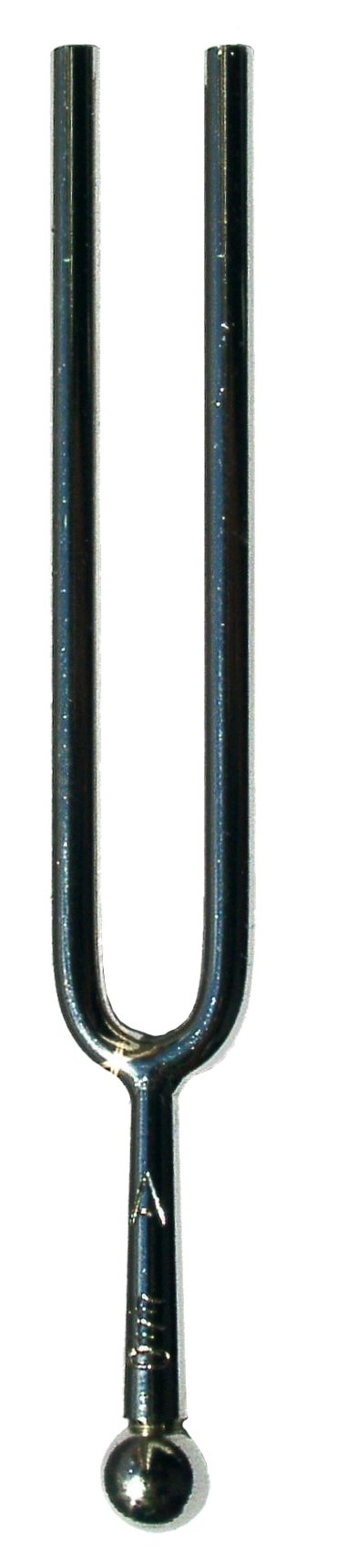
Вилочный камертон
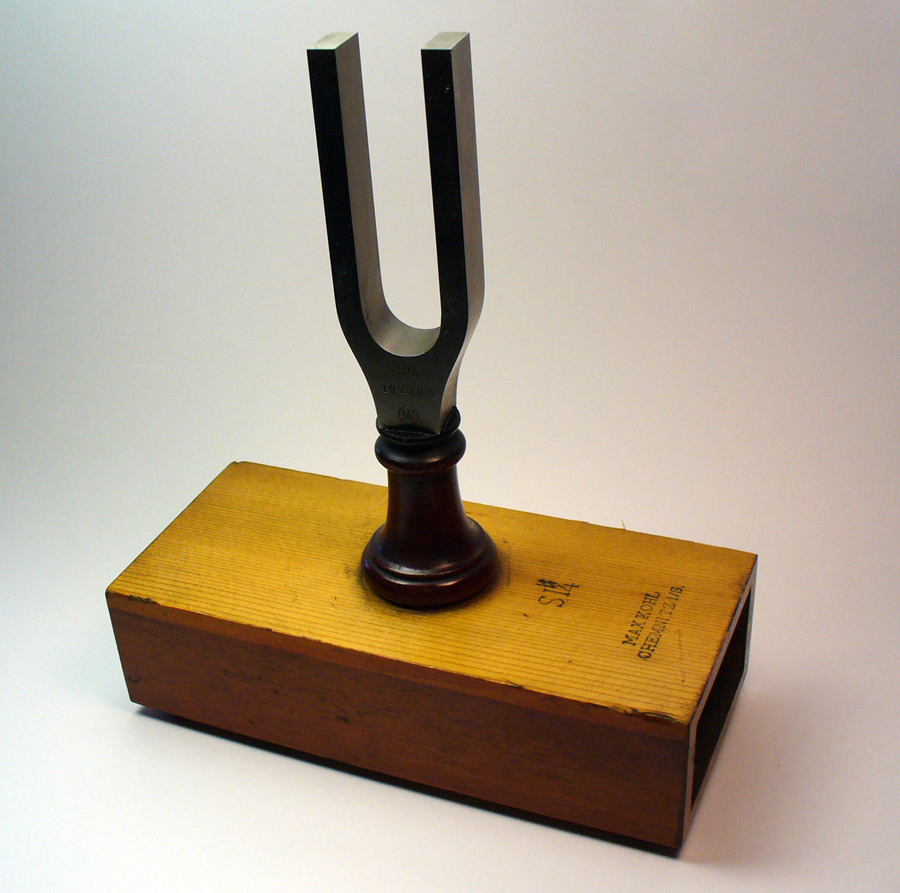
Вилочный камертон с резонатором
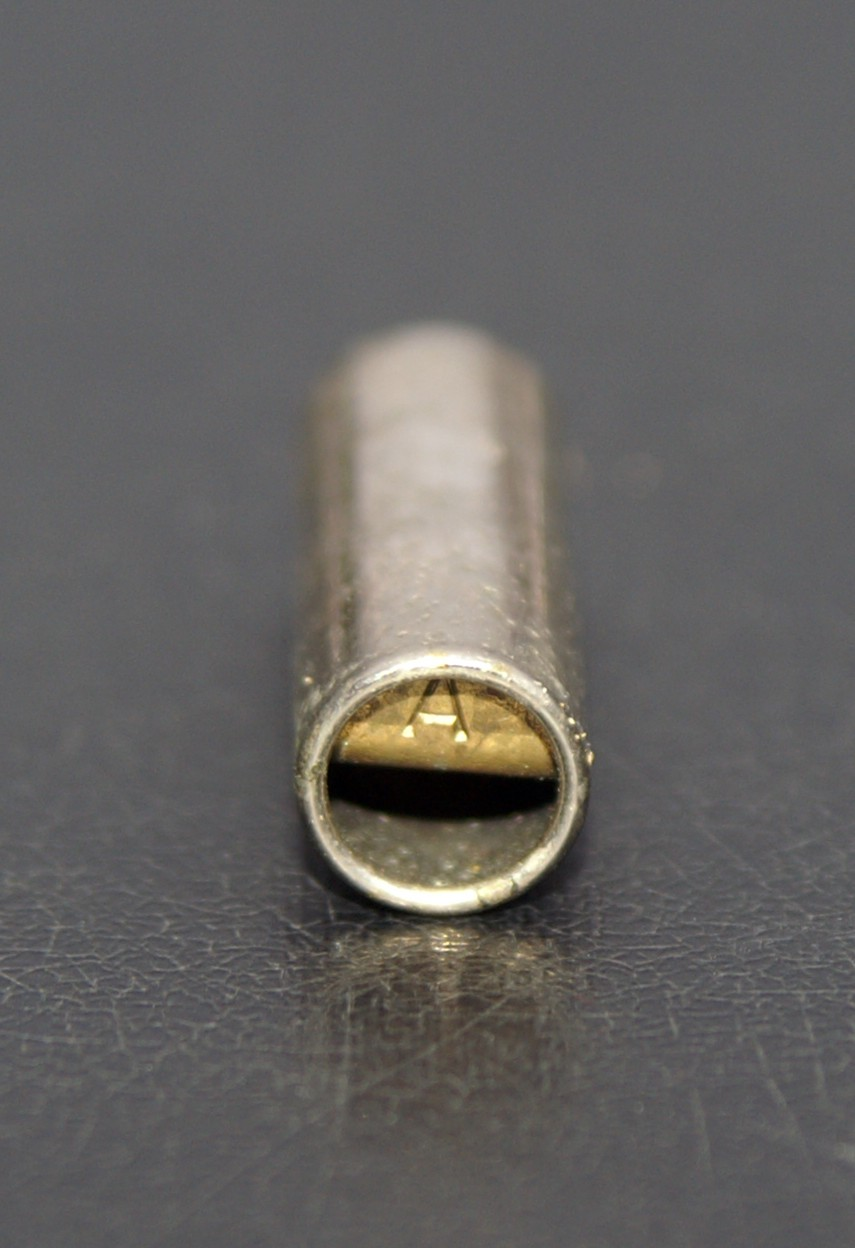
Язычковый камертон
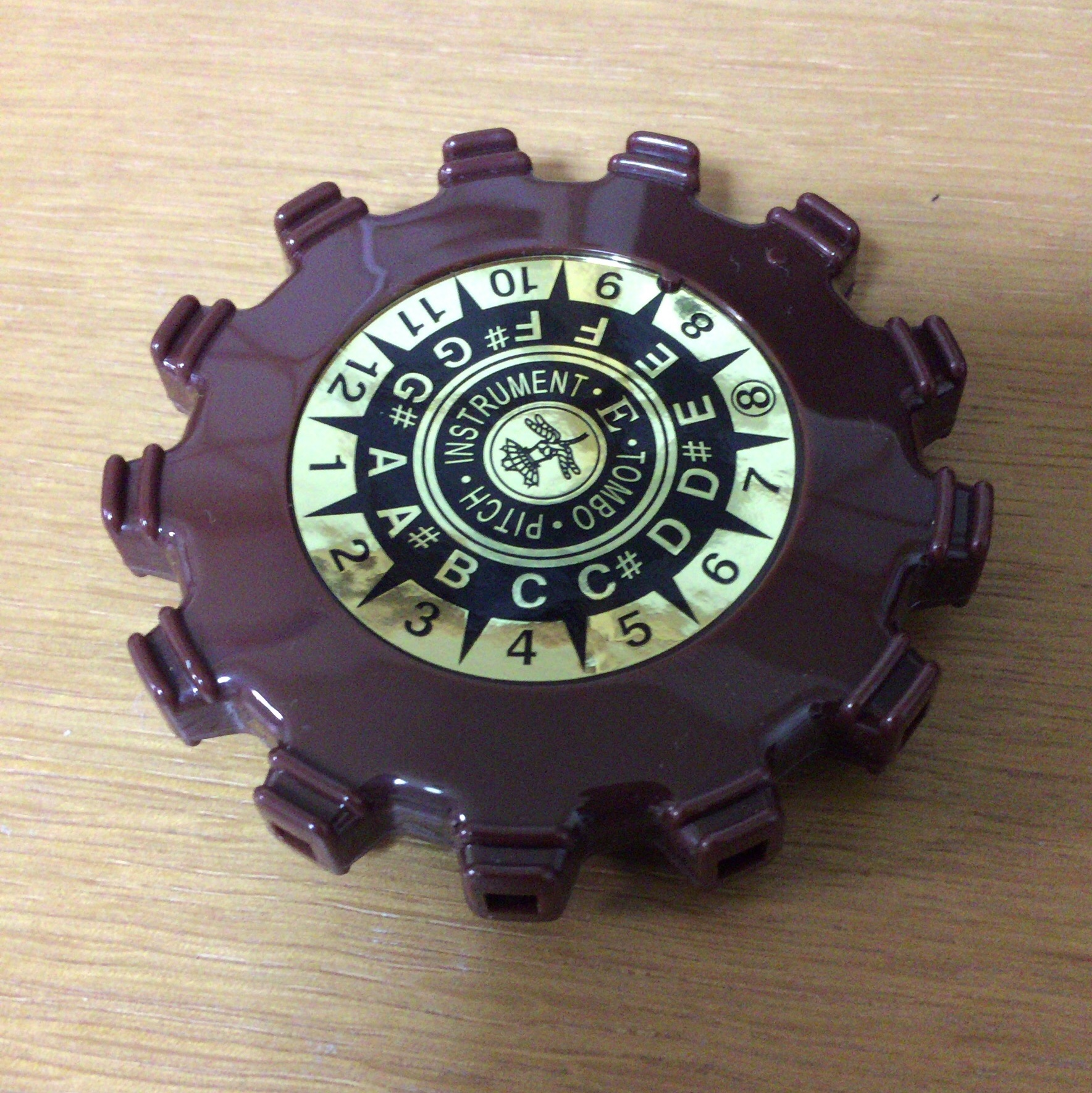
Язычковый камертон на 12 нот

## История
В 1711 году придворный трубач английской королевы Джон Шор изобрёл необходимый всем музыкантам и настройщикам музыкальных инструментов нехитрый предмет, похожий на металлическую вилочку с двумя зубцами. Эта «вилочка» была названа камертоном. Если ударить по камертону, его концы начинают колебаться и раздается звук, который служит эталоном высоты при настройке музыкальных инструментов и в пении. Камертон, изобретённый Шором, давал 419,9 колебаний в секунду. Издаваемый камертоном звук было решено присвоить ноте ля, от неё и настраивали все другие звуки. У многих струнных инструментов, чаще всего у скрипки, при изменении температуры натяжение струн меняется, поэтому скрипачам приходится часто подтягивать струны, и камертон тут незаменим. В конце 18 в. по инициативе композитора и дирижёра Джузеппе Сарти в России был введён «петербургский камертон» с частотой в 436 Гц. В 1858 году Парижская академия наук предложила т. н. «нормальный камертон» с частотой в 435 Гц. Эта частота была принята на международной конференции в Вене (1885) как международный эталон высоты звука и получила название музыкального строя. Принята эталонная частота тона ля первой октавы — 440 гц; таким образом, современный настроечный инструмент камертон издаёт звук ля 1-й октавы частотой 440 Гц.
В наши дни симфонические оркестры редко пользуются камертоном, так как его роль с успехом выполняет гобой. Но если с оркестром играет рояль, то все инструменты оркестра настраивают уже по роялю, а рояль перед концертом должен быть хорошо настроен по камертону.

## Камертон с резонатором
Чтобы усилить звучание камертона, его устанавливают на резонаторе — открытом с одной стороны деревянном ящике. Длина его берётся равной 1/4 длины звуковой волны, испускаемой камертоном. При звучании камертона его стержень вертикально давит на крышку ящика с частотой колебания ножек камертона, которая при такой длине ящика совпадает с частотой основного колебания воздуха в ящике. Происходит резонансное усиление звуковой волны, выходящей из ящика, при этом важную роль играет и тот факт, что размеры ящика более близки к длине звуковой волны камертона, чем поперечник ножки камертона.